# Autor
El autor (en femenino, autora; del latín auctor, -ōris, «aumentador, productor, creador, autor, padre, abuelo, antepasado, fundador») es la persona que crea o incluso modifica una obra, sea artística, literaria o científica. En la literatura, el concepto de autor tiene que ver con el sistema literario, al igual que las ideas de lector, editor y obra literaria. Para Michel Foucault, el autor es una función presente en algunos discursos, es representado por el nombre propio (del autor), separado del sujeto empírico. Y, siendo una función del discurso, «permite reagrupar un determinado número de textos, delimitarlos, excluir algunos, oponerlos a otros». La noción de autor se ha transformado a lo largo del tiempo debido a las diferentes prácticas históricas y a la crítica literaria y teoría literaria; la concepción contemporánea de autoridad tiene sus orígenes en el Renacimiento, y se relaciona con la originalidad, la autoridad y la propiedad moral o intelectual y económica. 

## Antecedentes

### Antigüedad
Como la noción de autor es propia de la cultura de Occidente, encuentra sus antecedentes en la Antigüedad clásica; durante este periodo existen diferentes nociones sobre la causa de los textos. 
Albert Lord advierte la conciencia anacrónica que se puede tener sobre un autor de la Antigüedad clásica, sobre todo, si se hace énfasis en que la poesía en esa época era principalmente transmitida mediante la oralidad. Por consiguiente, de la época Lord afirma que la realización de la poesía, en el momento de la recitación, era tradicional e individual. El poeta heredaba las formas lingüísticas, los temas y las técnicas de la tradición. Y cada realización equivalía a una composición nueva, en tanto que era única.
Por su parte, Gregory Nagy asegura que cada cantor, era a la vez, coautor del poema: cada cantor iba aportándole algo nuevo a la composición. Los poetas, al tiempo que se alejaban del momento de creación, mitificaban a los poetas "originales"; y, de esta forma, la identidad del poeta (inventor) era absorbido por la mitificación que se hacía sobre él, y esta mitificación a la vez legitimaba los poemas y a los poetas (cantores) de una tradición. Homero sería, entonces, el nombre que utilizaría la tradición Homeridai para autorizarse a sí misma; y el nombre del autor sería la imitación de su figura. El resultado de esta acción fue que, si el autor no existía, la sociedad lo inventa por necesidad de creer en un origen unitivo.
Para Nagy, en la Grecia preclásica, el poeta o cantor era sinónimo de vidente. Mientras que en la Grecia clásica hay una ruptura distintiva: el poeta se convierte en un artesano de las palabras mientras que el cantante sigue siendo el vidente con inspiración divina. Y en la etapa posclásica de la cultura griega se pensaba en el poeta como alguien que tenía acceso a la inspiración divina, por un lado, y como un artesano quien tenía poder sobre las palabras, la historia y la retórica, por el otro. El poeta, iluminado por lo divino, quedaba fuera de la sociedad, era despreciado o incomprendido por el público. Esta concepción de hombre de letras "iluminado" y alejado del mundo sobreviviría en el inconsciente de la cultura occidental, y resurgiría en el Romanticismo.
Platón hace consideraciones sobre el poeta en los diálogos Ion, Fedro y Lysis. Como la poesía era la expresión de las musas o lo divino, el poeta estaba fuera de sí, y no utilizaba su razón, ni siquiera tenía acceso al conocimiento verdadero (episteme), sino que apenas podía  	poseer una opinión verdadera (eudaxia). Después, Platón, en el libro X de La República, considera que el autor, en tanto que imita la realidad, se aleja doblemente de la Verdad –y por lo tanto, los poetas deben ser expulsados de su República-. Aristóteles, en su Poética, consideraba que una obra era artística, en tanto realizaba una mímesis de la realidad. Esto quiere decir que lo artístico, se diferenciaba de lo natural y lo artificial. Lo natural tenía en su esencia las cuatro causas (eficiente, final, materia y formal) de su “actuar” o devenir. En lo artificial alguna de las cuatro causas ha sido modificada por el hombre. Y lo artístico, en la medida de que era mimético, solo aparentaba  ser, pero no eran ; obviamente, gracias a la intervención humana.
Gérard Genette habla de las obras líricas no miméticas, en las que el autor se expresaba a sí mismo. Composiciones en verso, claramente diferenciadas por su forma de otros usos de la lengua, como el habla común.

### Edad Media
San Jerónimo caracterizó al autor como un cierto nivel constante de valor, como un cierto campo de coherencia conceptual o teórica, como unidad estilística, y como un momento histórico definido y punto de confluencia de un cierto número de acontecimientos.
El fraile franciscano Buenaventura de Fidanza enlistó cuatro papeles que el sujeto podía adoptar al escribir un libro. El scriptor era el copista que no agregaba ni cambiaba nada; el compilator recopilaba pasajes cuya autoría no le pertenecía; después, el commentator podía agregar comentarios a textos que no eran propios; y, finalmente, estaba el auctor el cual escribía, en primer lugar, sus palabras y, en segundo lugar, las de otros, las cuales eran útiles para confirmar las suyas. Buenaventura grada el hecho de copiar, por un lado, y escribir (inventando), por el otro, sin establecer oposición en las acciones, como las concebiríamos actualmente.
A.J. Minnis considera otra acepción para el auctor medieval: el autor, por haberse especializado profundamente, tenía una identidad privilegiada: tenía autoridad (auctoritas) y honor, su autoridad podría llegar a considerarse divina. No obstante, estas dignidades no se les atribuían a los contemporáneos, sino a los autores de la Antigüedad clásica, por ser los fundadores de disciplinas de conocimiento. En esta acepción, autor no era para quien escribía, sino para quien se debía leer.
Los escritores vernáculos comenzaron a desear ser reconocidos como autores. Para serlo debieron demostrar gran elocuencia, y, por lo tanto, fueron leídos como herederos de una tradición. Para el siglo XIV, con el propósito de que su individualidad fuera reconocida, los escritores comenzaron a nombrar sus obras, a llamarse a sí mismos poetas y a asumir responsabilidades por las historias que contaban. Andrew Bennett ve los primeros vestigios de la concepción de autoría en Geoffrey Chaucer.

## Modernidad: construcción de la noción de autor

### Renacimiento
La noción de autor, como la conocemos hoy en día, surge en el Renacimiento, donde a diferencia de la Edad Media o la antigüedad, se concibe por primera vez al autor como creador responsable y origen de su obra. 
La nueva concepción surge con el cambio de la episteme (noción foucaultiana), por la cual la razón humana comienza a buscar el origen material de las cosas; este cambio viene acompañado por otras transformaciones, como la dignificación de la literatura profana y el nuevo énfasis en el individuo.
Michel de Montaigne en sus Ensayos concibe la relación entre la obra y él mismo, como la relación que existe entre un hijo y un padre.

Jamás vi padre, por enclenque, jorobado y lleno de achaques que su hijo fuera, que no consintiese en reconocerlo como tal; y no es que no vea sus máculas, a menos que el amor le ciegue, sino porque le ha dado el ser. Así yo veo mejor que los demás que estas páginas no son sino las divagaciones de un hombre que sólo ha penetrado de las ciencias la parte más superficial y eso en su infancia, no habiendo retenido de las mismas sino un poco de cada cosa, nada en conclusión, a la francesa.
Michel de Montaigne, Ensayos

Diferentes críticos han destacado la importancia que tiene el surgimiento de la imprenta en la conformación de la noción moderna del autor, la manera de circular de los textos cambió y esto influyó en el sistema literario en general, y fue debido a este nuevo modo de circulación que surgiría el derecho de autor, donde el autor como responsable de su obra sintió la necesidad al mismo tiempo de protegerla, en textos que tenían un alcance completamente diferente a aquel de los manuscritos medievales. Mark Rose incluso sitúa a la propiedad como característica principal del autor moderno.

### Ilustración
Las transformaciones del Renacimiento desembocan a finales del siglo XVII en el advenimiento de una nueva serie de valores y concepciones del mundo. En el panorama clasicista, con su doctrina apoyada en el poder de la razón humana y donde cada vez era más fuerte la emancipación de la literatura y la floración profana, se llegó a la exaltación del “hombre de letras”, cuya función principal era el ejercicio de la razón filosófica. 
La noción de autor en el siglo de las luces se encontraba ya constituida en una amplia clasificación denominada “gens de lettres” que abarcaba a los filósofos, los sabios y escritores para el público en general; lo que sería hoy el intelectual.
Los escritores literarios, por su parte, debían configurar sus obras según el gusto de la aristocracia: el humanismo neoclásico; ya que esta buscaba separar sus gustos del resto de las personas. Los mecenas aristócratas podían incidir a su gusto en las composiciones que patrocinaban. Mientras que, en la Época isabelina, los autores teatrales gozaron mayor libertad debido a que debieron responder a las demandas de muchos directores y públicos.
Gradualmente y gracias a la fundación de academias, del surgimiento del derecho de autor y el desarrollo del campo editorial, el campo literario fue cobrando autonomía para así consagrar a la figura del escritor como nueva autoridad espiritual, así sobre el hombre de letras diría Jean-François de La Harpe: “es aquél cuya profesión principal es la de cultivar la razón, para aumentar la de los demás”.
Otro aspecto importante que destacaría Andrew Bennett es que las ideas de originalidad y del autor como responsable y garante de su obra, se fortalecen cuando “la autoría se convierte financiera y legalmente viable”.

### Romanticismo
El Romanticismo fue un movimiento cultural que se opuso a los cánones estéticos de la Ilustración, ocurrió un cambio de paradigmas que se enfocó en las cualidades subjetivas del hombre como los sentimientos y la imaginación; y les otorgó a estas un estatuto de mayor importancia. Mediante la imaginación, el poeta accedía a verdades superiores y divinas y, a la vez,  tenía el poder de crear mundos que dialogaban y transformaban con y al mundo exterior.
Simultáneamente a la autonomización del campo intelectual, los autores buscaron la liberación de las limitaciones que el gusto del público podía ocasionarles en el proceso creativo. Es decir, el objeto de la literatura, del circuito literario debe especializarse. Algunos, incluso, despreciaban el gusto popular. Esta ruptura se intensificó en el Romanticismo y su encumbró a finales del siglo XIX y principios del XXI, con el surgimiento de las vanguardias y del ideal del arte por el arte. De tal forma que los escritores fueron asumidos como creadores independientes y genios autónomos.

No tengo ningún deseo particular de que alguien, excepto por mis conocidos, piense que el autor es mejor que sus personajes imaginarios.
Lord Byron, The Corsair

Percy B. Shelley hablaba de los poetas como legisladores y profetas, pues ellos develaban, a través de su poesía, las reglas con las que se ordenaba el mundo: 

Un poeta comprende y une esencialmente esos dos caracteres, porque no sólo contempla el presente tal como es, y descubre aquellas leyes en concordancia con las cuales deben ordenarse las cosas presentes, sino que contempla en el presente su futuro, y sus pensamientos son el germen de la flor y del fruto de los últimos tiempos.
Percy B. Shelley, Defensa de la poesía

## Época contemporánea: el autor y la crítica
La crítica literaria y crítica de arte modernas han cuestionado el concepto de autor al considerar que cualquier obra se crea colectivamente, tanto por parte de quien la origina por primera vez como por parte de quienes la interpretan, así como todo el contexto que la ha hecho posible. Históricamente, la idea de autor ha cambiado en cuanto a su alcance. En la tradición oral de la Antigüedad, las historias se consideraban parte de la tradición o bien inspiradas por dioses, y los autores materiales solo transmitían una versión. Durante siglos, los autores han quedado en el anonimato y solo a partir de la Edad Moderna y especialmente en el Romanticismo, se reivindicó su papel como personalidad propia capaz de engendrar una obra única y original.
En términos jurídicos, un autor es toda persona que crea una obra susceptible de ser protegida con derechos de autor. Generalmente, el término no solo se refiere a los creadores de novelas, obras dramáticas y tratados, sino también a quienes desarrollan programas de computación, disponen datos en guías telefónicas, elaboran coreografías de danza, y también se incluye a los fotógrafos, escultores, pintores, cantautores, letristas de canciones (distinguiéndolo del creador de la música, al que se lo llama compositor), así como a los que graban sonidos y traducen libros de un idioma a otro, etc.
Según la legislación vigente en varios países, de existir una coautoría, esto significa que habrá también una comunidad sobre los derechos de autor de la obra creada. Los coautores son considerados como "tenedores mancomunados", conservando cada uno un derecho independiente de otorgar bajo licencia y usar, siempre que rinda cuentas a los demás coautores acerca de cualquier posible ganancia, en la medida que su aportación sea susceptible de separación de la obra común; de lo contrario, deben actuar de común acuerdo.

### Época contemporánea
Cuando el campo intelectual se autonomiza, su producto se vuelve más específico y es marcado por su valor estético y económico. Ambos aspectos marcan el lugar de sus agentes y sus relaciones. Es decir, las relaciones y sus integrantes se forman en relación con el interior y el exterior del campo intelectual (intelectuales y público, el último no siempre se refleja en el mercado). Los autores no estaban exentos a recibir opiniones, ya que las opiniones podían garantizar la autonomía económica de los autores.
Entonces, la obra artística tiene una doble valoración (simultáneamente): artística y económica. Y las valoraciones que se dan a la obra al exterior del campo literario, dependen las valoraciones que se hagan al interior, de la competencia por la legitimidad cultural, la cual no es equivalente al éxito en el mercado.
La obra exige ser reconocida con base en la pureza de la intencionalidad artística. El público común, por lo tanto, no podrá tener acceso directo a la obra, y necesitará la mediación del crítico. El nombre del autor es una representación de la valoración y del enjuiciamiento de la obra de un artista, construida por la aceptación, el rechazo, el consumo y la interpretación que tengan el público y la crítica hacia la obra. El artista siempre aceptará, rechazará o diferirá de tal representación, pero nuca podrá ignorarla. Así, se demuestra que la sociedad interviene en el proyecto creador, porque el artista se posicionará, mediante su obra, frente al juicio que se haya hecho de él.
Pierre Bourdieu asegura que en el proyecto creativo está implícito que la meta del artista que es ser reconocido. Y las interpretaciones que se hagan de su obra, así como su difusión o rechazo, puede asumirlos como éxitos o derrotas. De tal manera, el artista, durante la composición de una obra, debe dialogar, por un lado, con una lógica interna a la obra y al campo intelectual, y, por el otro, debe responder (aceptando, rechazando o modificando) las exigencias, externas, sociales.
Los autores han analizado la recepción que se ha tenido de otros autores (contemporáneos o anteriores a ellos), y con base en eso construyen su "originalidad", es decir lo que los hace distintos y novedosos. Para tomar una posición (de aceptación o rechazo) respecto a la imagen que la crítica, los editores y el público han construido sobre ellos, los autores pueden llegar a constituirse escuelas o movimientos, en cierto sentido, identificarse con una identidad impuesta, y, al mismo tiempo, conducen al público y a la crítica a encontrar las semejanzas que podrían existir entre ellos.

### Teoría sobre el autor

#### Barthes y «La muerte del autor»
Roland Barthes critica la tendencia moderna de estudiar a la literatura siempre en relación con el autor de las diferentes obras; tendencia visible en las historias literarias, los manuales de literatura, la crítica, las entrevistas a los autores y la constante producción de sus biografías. El autor, como personaje moderno, es el elemento que domina al sistema literario, pues toda explicación de la literatura se busca en su figura, en sus vicios, su historia, etc.
Para Barthes, la noción de escritura en la literatura no puede ser concebida ya como una función en la que el lenguaje constata “algo”, en la literatura nos enfrentamos a un enunciado performativo. Al concebir a la escritura como intransitiva, sitúa al lenguaje como protagonista de la literatura y ya no al autor: “es el lenguaje, y no el autor, el que habla”. 
El origen de una obra no está en la dimensión más personal de su autor, sino en “un espacio de múltiples dimensiones en el que se concuerdan y se contrastan diversas escrituras, ninguna de las cuales es la original: el texto es un tejido de citas provenientes de los mil focos de la cultura”.
El sentido de una obra, o los sentidos que instaura la escritura, ya no se pueden buscar en una persona, en su autor, pues el que recoge la multiplicidad contenida en los textos literarios es el lector: 

el nacimiento del lector se paga con la muerte del Autor
Roland Barthes, "La muerte del autor

#### Michel Foucault y la función-autor
Michel Foucault hace un análisis en el que va más allá de La muerte del autor, declarada por Roland Barthes y en apariencia aceptada por la crítica moderna. En ¿Qué es un autor?, Foucault se pregunta cuáles son las implicaciones de la constatación y busca los lugares en los que permanece la figura, de ahí que hable de la función-autor, pues como noción separada del sujeto empírico, sigue presente en diferentes niveles de los discursos. 
En su estudio da cuenta de cuatro emplazamientos o lugares donde se ejerce la función-autor: 
1. El nombre del autor. Es un nombre propio y es más que un simple designio, una indicación y una descripción. Tiene una función clasificatoria, donde un nombre agrupa un determinado número de textos, los delimita y excluye a otros.
2. Relación de apropiación. Los textos comenzaron a tener autores cuando al discurso se le otorgó el poder de transgresión y se necesitaba entonces castigar al autor. Los discursos que poseen la función-autor son objetos de apropiación.
3. Relación de atribución. La función-autor no es igual en todas las culturas ni en todos los tiempos y mucho menos en todos los discursos. Hoy se ha instaurado al autor como “el lugar originario de la escritura” y es el que permite explicar elementos de las obras literarias, resolver contradicciones o encontrar respuestas a las preguntas que una obra pueda remitir. La relación de atribución se puede observar como influenciada por la exégesis cristiana, con los cuatro criterios de San Jerónimo como ejemplo principal.
4. Posición del autor. En un texto se encuentran diferentes signos que remiten al autor, como los pronombres, las declinaciones de los verbos, etc. Tales indicadores no remiten al escritor real sino al alter ego y en la escisión del alter ego con el escritor es donde se encuentra la función autor.

A diferencia de discursos de otra índole, como los científicos, los discursos literarios están completamente dotados de la función-autor, por otro lado, la función-autor se da de maneras diferentes en diferentes culturas y se ha transformado a lo largo del tiempo. 
Michel Foucault reconoce a otro tipo de autores que no solo son los creadores de un texto, sino los creadores de una disciplina, una teoría o de una tradición. A dichos autores los llamaría “fundadores de discursividad”.

No son solamente los autores de sus obras, de sus libros. Produjeron algo más: la posibilidad y la regla de formación de otros textos.
Michel Foucault, ¿Qué es un autor?

Personajes como Sigmund Freud y Karl Marx son fundadores de discursividad, a partir de ellos es posible hacer analogías o marcar diferencias pero siempre en relación con su discurso fundador. La validez teórica en una proposición, dentro del psicoanálisis, por ejemplo, se define siempre en relación con las constataciones de Freud. Es esto lo que los hace diferentes de los discursos científicos, pues “el reexamen del texto de Galileo bien puede cambiar el conocimiento que tenemos de la historia de la mecánica, nunca puede cambiar a la mecánica misma. En cambio, el reexamen de los textos de Freud modifica al mismo psicoanálisis, y los de Marx, el marxismo”.